# Харрелл, Мэк
Мэк Харрелл (англ. Mack Harrell; 8 октября 1909, Селест, Техас — 29 января 1960, Даллас) — американский певец, баритон. Отец виолончелиста Линна Харрелла.
Учился в Джульярдской школе, первоначально как скрипач. В 1938 г. дебютировал на нью-йоркской сцене, в декабре 1939 г. — в Метрополитен-Опера (партия Битерольфа в «Тангейзере»), где в дальнейшем выступал на протяжении 13 сезонов (вплоть до 1958 г., с перерывами), исполнив 23 партии в 156 представлениях. Харрелл также пел в Нью-Йоркской городской опере, в Чикаго и Сан-Франциско. Среди наиболее значительных выступлений Харрелла — участие в американских премьерах «Похождений повесы» Стравинского (1953), «Христофора Колумба» Мийо (1952) и его же «Давида» (1956).
В 1945—1956 гг. Харрелл преподавал в Джульярдской школе. Среди его учеников, в частности, был Ли Касс.